# ルムバ・アメリカン
「ルムバ・アメリカン」(RUMBA AMERICAN)は、1980年11月28日に発売された加藤和彦のソロ名義による9枚目のシングルである。

## 解説
「ルムバ・アメリカン」は加藤和彦の6枚目のソロ・アルバム『うたかたのオペラ』からのリカット・シングルで、細野晴臣、高橋幸宏、矢野顕子、大村憲司などとともに西ベルリンのハンザ・バイ・ザ・ウォールで録音された。詞作は同じくベルリンに同行した安井かずみが手がけ、歌詞には一行が現地で出会ったドイツ人観光ガイドをモデルとする女性が登場する。サウンド面ではルンバやメレンゲの要素を含んでおり、ブラス・セクションのサウンドはプロフェット5によって作成されたが、シングルカットにあたってアルバムで聴かれるドラムとベースによる10数秒のイントロ部分がカットされている。一方、カップリング曲にはアルバム収録曲「パリはもう誰も愛さない」が使用されたが、この曲は発売当時、パルコのCMに使用された。なお、当シングルのアートワークはアルバムと同じく奥村靫正が手がけている。

### 12インチ・シングル
アルバム発表後、プロモーション用として当曲の12インチ・シングルが配布されている。楽曲が片面にプレスされた豹柄のピクチャーディスクで、ジャケットはクリアビニール仕様となっていた。

## 収録曲 / パーソネル
- 全作詞：安井かずみ、作編曲：加藤和彦
- 収録時間はオリジナル・シングルレコードの表記に基づく。

### SIDE 1
1. ルムバ・アメリカン (RUMBA AMERICAN)  –  (3:41)
加藤和彦 - ヴォーカル、ギター
大村憲司 - ギター
細野晴臣 - ベース
高橋幸宏 - ドラムス
矢野顕子 - ピアノ
清水信之 - プロフェット5、オーケストレーション
佐藤奈々子 - ヴォイス
ハインツ・フォン・ヘルマン - サックス
松武秀樹 - シンセサイザー・プログラマー

### SIDE 2
1. パリはもう誰も愛さない (PARIS, YESTERDAY)  –  (2:53)
加藤和彦 - ヴォーカル、ギター
大村憲司 - ギター
細野晴臣 - モーグ
高橋幸宏 - ドラムス
矢野顕子 - ピアノ
ギュンター・メルデ - ストリングス

## アルバム収録
シングル「ルムバ・アメリカン」は、アナログレコードのアルバムには収録されず、1982年に発売された、カセット限定のコンピレーション・アルバム『さらばミシシッピー - ニュー・ミュージック・ベスト・ヒット』に初収録された。なお、同年発売のコンピレーション・アルバム『アメリカン・バー』制作時には当曲のリミックス・ヴァージョンが作成されており、CDでは1988年と2004年の『うたかたのオペラ』のリイシュー盤のほか、コンピレーション・アルバムの『Le Bar Tango』と『ヨーロッパ三部作・ベストセレクション』に収録されている。ただし、シングル・ヴァージョンはCD化されていない。